# Ian White (Dartspieler)
Ian White (* 17. August 1970 in Stoke-on-Trent) ist ein englischer Dartspieler.

## Karriere

### 1997 bis 2009: Karriere bei der BDO
Im Jahre 1997 machte Ian White zum ersten Mal auf sich aufmerksam, als er beim einmaligen Revival der News of the World Darts Championship für viele überraschend das Finale erreichen konnte. Nachdem er dabei unter anderem Peter Manley und Andy Jenkins besiegen konnte, unterlag er schließlich Phil Taylor mit 0:2. Daraufhin blieb White dem Profidartsport erst einmal wieder für längere Zeit fern.
Erst ab 2005 spielte White häufiger Turniere der British Darts Organisation (BDO) bzw. World Darts Federation (WDF). So spielte er sich bei den Welsh Open in die Runde der letzten 32 und nahm auch – allerdings erfolglos – am World Masters teil. 2007 erreichte er bei den Welsh Open sein erstes Achtelfinale, dass er mit 2:3 gegen Davy Richardson verlor. Zwei Monate später beim Welsh Classic erreichte er sogar das Finale, in dem er mit 1:4 Mark Webster unterlag. Er scheiterte jedoch mit der Qualifikation für die BDO World Darts Championship 2008. Es folgte jedoch noch eine Halbfinalteilnahme bei den Glencarn International Classic.
2008 spielte sich White in zwei Achtelfinals bei den Welsh Open und den BDO International Open und ein Viertelfinale beim Welsh Masters. Mit zwei Viertelfinalteilnahmen bei den Scottish Open und den German Open ging es 2009 auch weiter, bevor er im Mai seinen ersten großen Titel gewinnen konnte. Im Finale der Antwerp Open gewann White mit 3:0 gegen Ted Hankey. Ein weiterer Titel folgte direkt im Juni bei den England National Championships und, nach einer Viertelfinalteilnahme bei den Didam Open, auch bei den Denmark Open, hier im Finale gegen Darryl Fitton. Eine Qualifikation über den WM-Qualifier gelang White daraufhin erneut nicht, jedoch spielte er sich dank guter Leoistungen unter anderem beim Tops of Holland und den Flanders Open doch noch zur BDO World Darts Championship 2010.

### 2010 bis 2012: Einstieg bei der PDC und mehrere Tour-Finale
Dabei als Nummer 16 gesetzt, unterlag White jedoch deutlich mit 0:3 gegen Stephen Bunting. Es sollte seine einzige Teilnahme an einer BDO-Weltmeisterschaft bleiben, da er daraufhin zum konkurrierenden Verband, der Professional Darts Corporation (PDC), wechselte.
Erstmals nahm White am 17. April 2010 an einem Turnier der PDC Pro Tour teil. Beim PDPA Players Championship Netherlands 2 erreichte er sein erstes PDC-Achtelfinale, welches er gegen Co Stompé verlor. Im Oktober erreichte er beim PDPA Players Championship Ireland 1 sogar das Halbfinale, nachdem er zuvor unter anderem im Last-Leg-Decider gegen Brendan Dolan und James Wade gewann, bevor er von Dennis Priestley verlor. Eine Qualifikation für ein PDC-Major gelang ihm jedoch noch nicht.
Sein erstes Pro Tour-Finale erreichte White beim UK Open Qualifier 1 des Jahres 2011, nachdem er gegen Dave Chisnall und Adrian Lewis gewann, er verlor zwar mit 3:6 gegen Steve Brown, konnte sich jedoch, auch weil er noch ein weiteres Achtelfinale erreichte, für die UK Open 2011 qualifizieren. Er verlor jedoch sein erstes Spiel gegen Gary Anderson mit 4:9.
Daraufhin spielte sich White in drei Achtelfinals bei den Players Championships 2011 sowie ein Viertelfinale beim PDPA Players Championship Crawley 5. Zuvor qualifizierte er sich jedoch knapp für den Grand Slam of Darts über den PDPA Qualifier. Er gewann dabei sogar sein erstes Spiel gegen Raymond van Barneveld mit 4:5, verlor jedoch mit dem gleichen Ergebnis gegen Dean Winstanley und schied nach einer 2:5-Niederlage gegen Ted Hankey als Gruppendritter aus.
Über die PDC Pro Tour Order of Merit qualifizierte sich White erstmals für die PDC World Darts Championship 2012. In der ersten Runde traf er dabei auf Robert Thornton und verlor mit 1:3. Beim ersten Players Championship des Jahres daraufhin glänzte White nicht nur mit einem Halbfinaleinzug, sondern warf zusätzlich auch seinen ersten PDC-Neun-Darter. Außerdem erreichte er das Finale des UK Open Qualifier 6, in welchem er mit 2:6 Raymond van Barneveld unterlag. Außerdem qualifizierte er sich für das erste European-Darts-Tour-Turnier überhaupt, die Austrian Darts Open 2012, wo er jedoch im ersten Match gegen Colin Lloyd verlor.
Ein weiteres Tour-Finale erreichte White beim Players Championship Nummer 5, diesmal verlor er mit 2:6 gegen Dave Chisnall. Bei den UK Open verlor White sein erstes Spiel knapp mit 8:9 gegen Richie Burnett. Bei einem Players Championship-Wochenende Ende Juni/Anfang Juli erreichte White das Viertel- und Halbfinale. Dank dieser guten Leistungen qualifizierte sich White über die PDC Pro Tour Order of Merit für das World Matchplay 2012. Er gewann dabei auch sein erstes Spiel mit 10:5 gegen Vincent van der Voort, traf daraufhin jedoch auf den Topgesetzten und den Titelverteidiger Phil Taylor, der mit 3:13 gewann und seinen Titel später verteidigen konnte.
Kurz darauf qualifizierte sich White für das German Darts Masters. Nachdem er gegen Jamie Caven mit 6:3 gewann, besiegte er auch Kim Huybrechts mit 6:5. In seinem Achtelfinale gegen Andy Hamilton gewann White ebenfalls mit 6:5, außerdem warf er ein Nine dart finish. Nach einem weiteren Last-Leg-Decider-Sieg über Robert Thornton konnte er auch das Halbfinale gegen Raymond van Barneveld bestehen und somit zum ersten Mal ein Bühnen-Finale erreichen. Wie jedoch in allen anderen PDC-Finals zuvor unterlag er jedoch auch hier, diesmal Adrian Lewis mit 3:6.
Eine Woche später spielte er sich wieder einmal in ein Players Championship-Finale. Beim Players Championship Nummer 18 unterlag er knapp mit 5:6 Michael van Gerwen. Bei der European Darts Championship gewann White mit 6:0 gegen Adrian Lewis unterlag dann aber mit 5:10 Kim Huybrechts. Sein nächstes Major, der World Grand Prix, endete für White ebenfalls im Achtelfinale, nachdem er mit 2:0 gegen Raymond van Barneveld gewann. Eine 1:3-Niederlage gegen Wes Newton stoppte White jedoch.
Ein Achtelfinale bei den Dutch Darts Masters und ein weiteres Finale beim Players Championship Nummer 18, das White mit 5:6 gegen Michael van Gerwen verlor, führten zu einer ungefährdeten Qualifikation für die nächste PDC-WM. Zuvor allerdings durfte White auch bei den Players Championship Finals starten, wo er jedoch im ersten Spiel Michael Smith unterlag. Auch bei der PDC World Darts Championship 2013 verlor White in Spiel 1 mit 1:3 gegen Mark Webster.

### 2013 bis 2015: Erste Turniererfolge
Bei der European Darts Trophy 2013 erreichte White das Achtelfinale. Zusätzlich kam er ins Viertelfinale des UK Open Qualifiers Nummer 5, sodass er sich ungefährdet für die UK Open qualifizieren konnte. Er verlor jedoch mit 3:9 gegen Steve West. Nach zwei weiteren Achtelfinale bei den Players Championships qualifizierte sich White auch erneut für das World Matchplay. Er gewann sein erstes Spiel mit 10:3 gegen Robert Thornton, bevor er mit 7:13 Andy Hamilton unterlag.
Nachdem White beim Players Championship Nummer 7 im Viertelfinale gegen Peter Wright verloren hatte, konnte er am Folgetag erstmals einen PDC-Titel erringen. Er besiegte im Finale Simon Whitlock mit 6:3 und strich ein Preisgeld von £ 10.000 ein.
Beim World Grand Prix schied White in Runde eins mit 1:2 gegen Dave Chisnall aus. Dafür konnte White auf der Pro Tour noch einmal nachlegen. Nach einer Halbfinalniederlage beim Players Championships 2013#Players Championship 13 gegen Ricky Evans gewann er das Finale des Players Championships Nummer 14 mit 6:3 gegen Andy Jenkins. Dadurch qualifizierte sich White für die Players Championship Finals 2013, bei denen White nach Siegen über Ronnie Baxter und Terry Jenkins erst im Viertelfinale von Andy Hamilton mit 6:9 besiegt wurde.
Bei der PDC World Darts Championship 2014 war White an Position 21 gesetzt. Er gewann sein erstes Spiel gegen Kyle Anderson trotz Neun-Darters seines Gegners mit 3:1. Im Match gegen Kim Huybrechts wurde es hingegen enger. Es gelang White erst im letzten Satz sich mit 4:3 durchzusetzen und ins Achtelfinale einzuziehen. Dieses gewann er mit demselben Ergebnis gegen Richie Burnett und stand damit erstmals in einem WM-Viertelfinale. Dieses verlor er knapp gegen Simon Whitlock mit 4:5.
Einen Monat später stand White im Viertelfinale der German Darts Championship und bei den Dutch Darts Masters sogar ins Halbfinale, welches er mit 5:6 gegen Mervyn King verlor. Aufgrund von schwächeren Ergebnissen bei den UK Open Qualifiers startete White bei den UK Open 2014 bereits in der zweiten Runde, konnte sich aber dank Siegen über Daryl Gurney, Peter Hudson, Alex Roy und Gary Anderson bis ins Viertelfinale spielen, welches er mit 8:10 gegen Michael van Gerwen verlor.
Beim Players Championship Nummer 4 verlor White erst im Finale gegen Phil Taylor und beim Players Championship Nummer 6 gegen Robert Thornton. Weitere Viertelfinals und ein Achtelfinale bei den German Darts Masters und der Gibraltar Darts Trophy folgten. Beim World Matchplay 2014 gewann White in Runde eins gegen Terry Jenkins mit 10:4, unterlag jedoch wie in den Jahren zuvor in Runde zwei mit 4:13 gegen Michael van Gerwen.
Ein Halbfinale beim Players Championship Nummer 14 und ein Viertelfinale beim Players Championship 18, dass er gegen Jyhan Artut verlor, folgten. Kurz zuvor schied White in der ersten Runde des World Grand Prix gegen Mickey Mansell aus. Bei der European Darts Championship unterlag White nach einem 6:1-Sieg gegen Wes Newton knapp mit 9:10 gegen Dave Chisnall. Beim Players Championship Nummer 19 konnte er diese Niederlage wieder wettmachen und Chisnall im Finale mit 6:2 schlagen. Mit einem Viertelfinale Tags darauf schloss White die Pro Tour-Saison ab. Bei den Players Championship Finals unterlag er in Runde eins Jamie Caven mit 4:6.
Bei der PDC World Darts Championship 2015 war White an Position 15 gesetzt. Er gewann in der ersten Runde mit 3:1 gegen den Griechen John Michael, bevor er Kim Hubyrechts im letzten Satz unterlag. Er war daraufhin erstmals für das Masters qualifiziert, verlor hier allerdings in Runde eins gegen Adrian Lewis.
Beim UK Open Qualifier Nummer 6 glänzte White nicht nur mit einem erneuten Finaleinzug, sondern ebenfalls mit einem Nine dart finish. Das Finale verlor er gegen Phil Taylor mit 2:6. Bei den eigentlichen UK Open daraufhin gelang ihm jedoch nur ein Sieg.
Seine Players Championship-Saison begann direkt mit einem Halbfinale, gefolgt von einem weiteren Halbfinale und erneut einem Pro Tour-Finale mit Nine-Darter beim Players Championship Nummer 11. Das Finale verlor er jedoch gegen Dave Chisnall. Ein Halbfinale bei den International Darts Open folgte, bevor er beim Players Championship Nummer 14 erneut das Finale erreichte, diesmal allerdings Jelle Klaasen unterlag.
Seine Teilnahme beim World Matchplay 2015 begann für den Neuntgesetzten White mit einem 10:6-Sieg über Stephen Bunting, bevor er nach einem 13:9-Erfolg gegen Simon Whitlock erstmals ins Viertelfinale einzog. Mit 13:16 verlor er dieses gegen den späteren Titelträger Michael van Gerwen.
Bei der European Darts Trophy anderthalb Monate später zog White ins Halbfinale ein. Anfang Oktober gewann er schließlich das Players Championship Nummer 18, indem er mit 6:1 Kim Huybrechts besiegte. Kurz darauf spielte sich White auch beim World Grand Prix nach einem 2:0-Sieg über Jamie Caven und einem 3:1-Erfolg über Gary Anderson ins Viertelfinale, welches er mit 2:3 gegen Robert Thornton verlor.
White beendete die Pro Tour 2015 mit einem Viertelfinale, bevor er bei der European Darts Championship in Runde eins ausschied. Als Players Championship-Sieger durfte er auch beim Grand Slam of Darts starten. Er verlor jedoch seine Spiele gegen Martin Adams und Steve Beaton, sodass der 5:1-Erfolg über Jelle Klaasen nur noch Ergebniskosmetik war. White schied als Gruppendritter aus. Schließlich nahm er auch an den ersten World Series of Darts Finals teil, wo er direkt mit 4:6 gegen Keegan Brown ausschied.
Bei den Players Championship Finals jedoch erreichte White das Viertelfinale, nachdem er Raymond van Barneveld und Gerwyn Price schlagen konnte. Er unterlag schließlich Mensur Suljović mit 6:10. Dies ließ auf ein gutes Ergebnis bei der PDC World Darts Championship 2016 hoffen. White enttäuschte jedoch und verlor in Runde eins mit 1:3 gegen Dimitri Van den Bergh.

### 2016 bis 2019

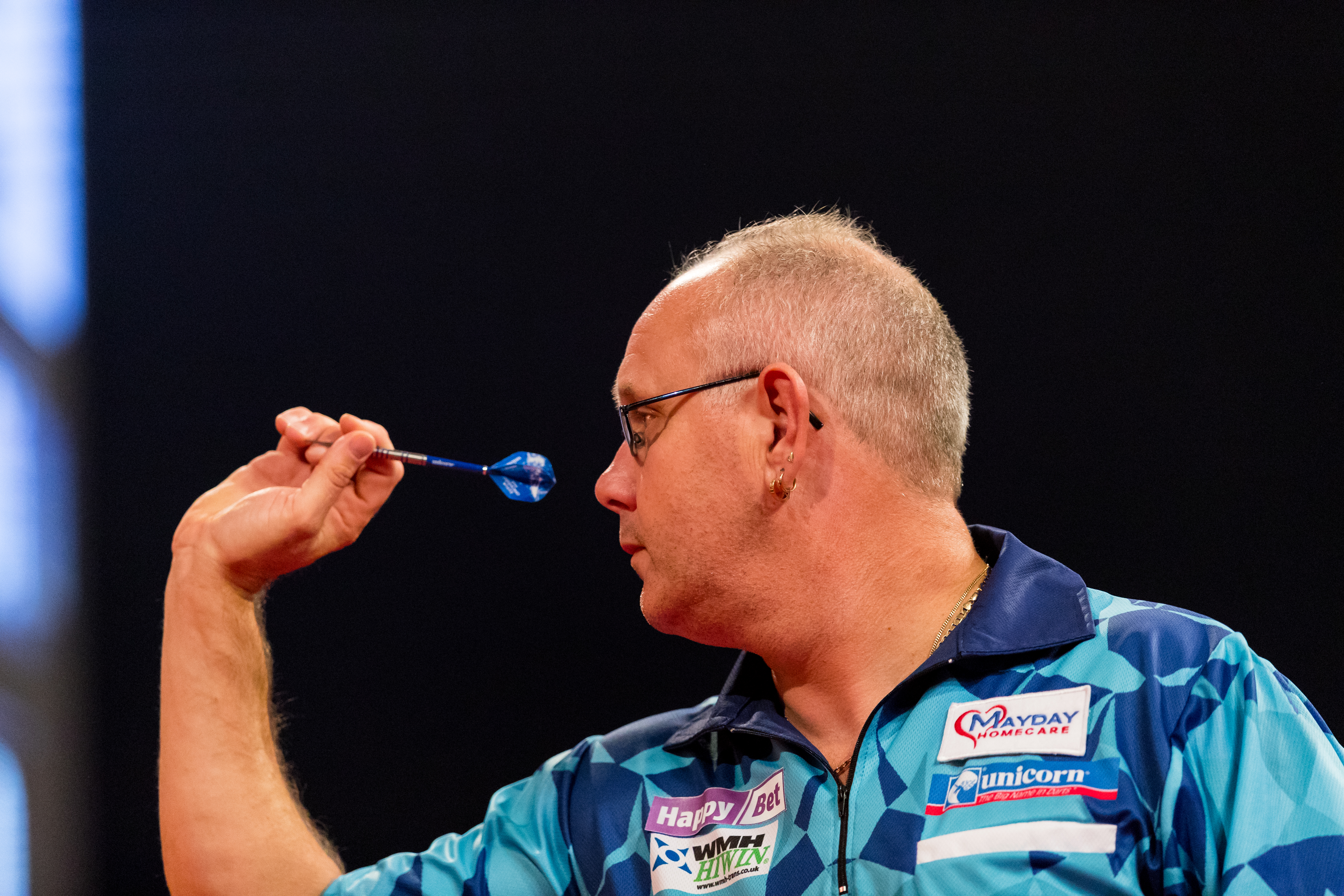
Ian White in Mannheim 2017

Beim Masters 2016 unterlag White in seinem ersten Spiel Peter Wright. Er machte jedoch weiterhin auf der Pro Tour eine gute Figur und erreichte ein UK Open Qualifier-Halbfinale. Bei den eigentlichen UK Open 2016 jedoch schied White diesmal sieglos aus. Dafür spielte er sich im März in drei Pro Tour-Viertelfinals in Folge, das Letzte davon beim German Darts Masters. Im April konnte er dann das Players Championship Nummer 5 mit einem 6:0-Finalsieg über Michael van Gerwen für sich entscheiden.
Bei der Gibraltar Darts Trophy 2016 Anfang Mai unterlag White erst im Halbfinale Dave Chisnall. Anfang Juli schließlich gelang ihm ein erneuter Pro Tour-Sieg beim Players Championship Nummer 11. Er besiegte im Finale mit 6:3 Joe Cullen. Beim World Matchplay daraufhin gewann White nur sein erstes Spiel gegen Daryl Gurney, bevor er im Achtelfinale Peter Wright unterlag.
White gewann außerdem das Players Championship Nummer 13 nach einem 6:4-Sieg gegen Benito van de Pas. Beim World Grand Prix allerdings verlor White in Runde eins gegen Kim Huybrechts.
Bei der European Darts Championship spielte sich White ins Achtelfinale, nachdem er gegen Terry Jenkins gewann. In diesem verlor er dankbar knapp mit 9:10 gegen Mensur Suljović. White war außerdem erneut für den Grand Slam of Darts qualifiziert, schied jedoch erneut als Gruppendritter aus. Seinen Sieg erreichte er im ersten Spiel über Darren Webster, seine Niederlagen verpassten ihm Phil Taylor und Darryl Fitton. Bei den erstmals auf 64 Teilnehmer aufgestockten Players Championship Finals 2016 gewann White gegen Keegan Brown, unterlag in seinem zweiten Spiel aber Terry Jenkins.
Bei der PDC World Darts Championship 2017 schließlich nahm White als Nummer 14 der Welt teil. Er besiegte in Runde eins den Qualifikanten Kevin Simm deutlich mit 3:0 und ließ auch in seinem Zweitrundenspiel Jonny Clayton wenig Chancen. Mit einem 4:1 zog White ins Achtelfinale ein, welches er dann jedoch mit 1:4 gegen Peter Wright verlor.
Am 22. September 2019 spielte Ian White beim Players Championship 26 gegen Mensur Suljović einen Neun-Darter. Am 16. Juni 2021 spielte er beim Players Championship 15 gegen Ron Meulenkamp ebenfalls einen Neun-Darter. Dies gelang ihm auch beim Players Championship 2 am 6. Februar 2022 gegen Mensur Suljović.
2019 gelang ihm zum ersten Mal der Sprung ins Halbfinale eines Major-Turniers. Bei den Players Championship Finals bezwang er im Viertelfinale den Iren William O’Connor mit 10:9, bevor er sich im Halbfinale Michael van Gerwen geschlagen geben musste.

### Seit 2020: Abebbende Erfolge
Es folgte eine enttäuschende Auftaktniederlage bei der Weltmeisterschaft gegen Darius Labanauskas. Nach über einem Jahr gewann White dann Mitte März 2020 wieder ein Players Championship. Beim World Matchplay war allerdings früh in der ersten Runde Schluss, bei der European Darts Championship 2020 ging es zum fünften Mal ins Achtelfinale. Dort konnte er dann zum ersten Mal gegen Michael van Gerwen vor Fernsehkameras gewinnen und unter die letzten Acht einziehen, wo er sich dann aber Devon Petersen geschlagen geben musste. Wie 2019 ging es für White beim Grand Slam ins Achtelfinale. Dort verlor er gegen James Wade.
Erneut war für White bei der Weltmeisterschaft in Runde 2 Schluss, die sieglose Serie setzte sich gegen Kim Huybrechts fort. Mit 3:6 scheiterte White auch beim Masters gleich zu Beginn an Mensur Suljović. Beim World Matchplay 2021 gelang dann wieder ein Sieg auf der Bühne vor Zuschauern, über das Achtelfinale kam er dennoch nicht hinaus. Auch beim World Grand Prix kam er in die zweite Runde und erreichte nach längerer Zeit noch einmal ein Viertelfinale bei einem Major-Turnier, was gegen Danny Noppert mit 1:3 verloren ging.
Trotz der Bedrohung, aus den Top 32 der PDC Order of Merit zu fallen, startete White seine Weltmeisterschaft 2022 nach drei Jahren ohne Erfolg wieder mit einem 3:1-Sieg über Chris Landman. In Runde 3 verspielte er aber gegen Gary Anderson einen 3:0-Vorsprung inklusive eines Matchdarts und verlor noch mit 3:4. In der Folge musste White sich zunehmend dem Abstieg in der Weltrangliste entgegenstemmen. Auch sein achtes Spiel beim Masters ging für White jedoch zum Auftakt von 2022 verloren. Bei den UK Open 2022 kam es zu einer knappen Niederlage unter den letzten 32 gegen den Polen Sebastian Białecki. Es folgten einige schwache Auftritte, sodass White sich nicht für das World Matchplay qualifizieren konnte.

## Weltmeisterschaftsresultate

### BDO
- 2010: 1. Runde (0:3-Niederlage gegen  Stephen Bunting)

### PDC
- 2012: 1. Runde (1:3-Niederlage gegen  Robert Thornton)
- 2013: 1. Runde (1:3-Niederlage gegen  Mark Webster)
- 2014: Viertelfinale (4:5-Niederlage gegen  Simon Whitlock)
- 2015: 2. Runde (3:4-Niederlage gegen  Kim Huybrechts)
- 2016: 1. Runde (1:3-Niederlage gegen  Dimitri Van den Bergh)
- 2017: Achtelfinale (1:4-Niederlage gegen  Peter Wright)
- 2018: 2. Runde (1:4-Niederlage gegen  Gerwyn Price)
- 2019: 2. Runde (2:3-Niederlage gegen  Devon Petersen)
- 2020: 2. Runde (1:3-Niederlage gegen  Darius Labanauskas)
- 2021: 2. Runde (1:3-Niederlage gegen  Kim Huybrechts)
- 2022: 3. Runde (3:4-Niederlage gegen  Gary Anderson)
- 2024: 1. Runde (1:3-Niederlage gegen  Tomoya Gotō)
- 2025: 3. Runde (1:4-Niederlage gegen  Luke Littler)

## Turnierergebnisse
| Turnier                                    | 1997                       | ......                     | 2005                       | ......                     | 2008                       | 2009                       | 2010                       | 2011                           | 2012                           | 2013                           | 2014                           | 2015                           | 2016                           | 2017                           | 2018                           | 2019                           | 2020                           | 2021                           | 2022                           | 2023                           | 2024                           | 2025                           |
| ------------------------------------------ | -------------------------- | -------------------------- | -------------------------- | -------------------------- | -------------------------- | -------------------------- | -------------------------- | ------------------------------ | ------------------------------ | ------------------------------ | ------------------------------ | ------------------------------ | ------------------------------ | ------------------------------ | ------------------------------ | ------------------------------ | ------------------------------ | ------------------------------ | ------------------------------ | ------------------------------ | ------------------------------ | ------------------------------ |
| BDO-Major-Turniere                         |                            |                            |                            |                            |                            |                            |                            |                                |                                |                                |                                |                                |                                |                                |                                |                                |                                |                                |                                |                                |                                |                                |
| Weltmeisterschaft                          | nicht teilgenommen         | nicht teilgenommen         | nicht teilgenommen         | nicht teilgenommen         | n/q                        | n/t                        | 1R                         | nicht teilgenommen             | nicht teilgenommen             | nicht teilgenommen             | nicht teilgenommen             | nicht teilgenommen             | nicht teilgenommen             | nicht teilgenommen             | nicht teilgenommen             | nicht teilgenommen             | nicht teilgenommen             | Verband insolvent              | Verband insolvent              | Verband insolvent              | Verband insolvent              | Verband insolvent              |
| World Masters                              | n/t                        | n/t                        | 1R                         | n/t                        | 3R                         | nicht teilgenommen         | nicht teilgenommen         | nicht teilgenommen             | nicht teilgenommen             | nicht teilgenommen             | nicht teilgenommen             | nicht teilgenommen             | nicht teilgenommen             | nicht teilgenommen             | nicht teilgenommen             | nicht teilgenommen             | n/a                            | Verband insolvent              | Verband insolvent              | Verband insolvent              | Verband insolvent              | Verband insolvent              |
| WDF-Major-/Platin-Turniere                 |                            |                            |                            |                            |                            |                            |                            |                                |                                |                                |                                |                                |                                |                                |                                |                                |                                |                                |                                |                                |                                |                                |
| News of the World Ch'ship                  | F                          | nicht ausgetragen          | nicht ausgetragen          | nicht ausgetragen          | nicht ausgetragen          | nicht ausgetragen          | nicht ausgetragen          | nicht ausgetragen              | nicht ausgetragen              | nicht ausgetragen              | nicht ausgetragen              | nicht ausgetragen              | nicht ausgetragen              | nicht ausgetragen              | nicht ausgetragen              | nicht ausgetragen              | nicht ausgetragen              | nicht ausgetragen              | nicht ausgetragen              | nicht ausgetragen              | nicht ausgetragen              | nicht ausgetragen              |
| Finder Masters                             | n/a                        | n/t                        | n/t                        | n/t                        | n/q                        | GP                         | nicht teilgenommen         | nicht teilgenommen             | nicht teilgenommen             | nicht teilgenommen             | nicht teilgenommen             | nicht teilgenommen             | nicht teilgenommen             | nicht teilgenommen             | nicht teilgenommen             | nicht ausgetragen              | nicht ausgetragen              | nicht ausgetragen              | nicht ausgetragen              | nicht ausgetragen              | nicht ausgetragen              | nicht ausgetragen              |
| PDC-Ranking-Turniere                       |                            |                            |                            |                            |                            |                            |                            |                                |                                |                                |                                |                                |                                |                                |                                |                                |                                |                                |                                |                                |                                |                                |
| Weltmeisterschaft                          | nicht teilgenommen         | nicht teilgenommen         | nicht teilgenommen         | nicht teilgenommen         | nicht teilgenommen         | nicht teilgenommen         | nicht teilgenommen         | n/q                            | 1R                             | 1R                             | VF                             | 2R                             | 1R                             | AF                             | 2R                             | 2R                             | 2R                             | 2R                             | 3R                             | n/q                            | 1R                             | 3R                             |
| World Masters                              | nicht ausgetragen          | nicht ausgetragen          | nicht ausgetragen          | nicht ausgetragen          | nicht ausgetragen          | nicht ausgetragen          | nicht ausgetragen          | nicht ausgetragen              | nicht ausgetragen              | nicht ausgetragen              | nicht ausgetragen              | nicht ausgetragen              | nicht ausgetragen              | nicht ausgetragen              | nicht ausgetragen              | nicht ausgetragen              | nicht ausgetragen              | nicht ausgetragen              | nicht ausgetragen              | nicht ausgetragen              | nicht ausgetragen              | VR                             |
| UK Open                                    | n/a                        | nicht teilgenommen         | nicht teilgenommen         | nicht teilgenommen         | nicht teilgenommen         | nicht teilgenommen         | nicht teilgenommen         | 3R                             | 3R                             | 3R                             | VF                             | 4R                             | 3R                             | VF                             | AF                             | 4R                             | 5R                             | 4R                             | 5R                             | 4R                             | 3R                             | 3R                             |
| World Matchplay                            | nicht teilgenommen         | nicht teilgenommen         | nicht teilgenommen         | nicht teilgenommen         | nicht teilgenommen         | nicht teilgenommen         | nicht teilgenommen         | n/q                            | AF                             | AF                             | AF                             | VF                             | AF                             | 1R                             | AF                             | AF                             | 1R                             | AF                             | nicht qualifiziert             | nicht qualifiziert             | nicht qualifiziert             | nicht qualifiziert             |
| World Grand Prix                           | n/a                        | nicht teilgenommen         | nicht teilgenommen         | nicht teilgenommen         | nicht teilgenommen         | nicht teilgenommen         | nicht teilgenommen         | n/q                            | AF                             | 1R                             | 1R                             | VF                             | 1R                             | 1R                             | AF                             | VF                             | 1R                             | VF                             | nicht qualifiziert             | nicht qualifiziert             | nicht qualifiziert             |                                |
| European Championship                      | nicht ausgetragen          | nicht ausgetragen          | nicht ausgetragen          | nicht ausgetragen          | n/t                        | n/t                        | n/t                        | n/q                            | AF                             | n/q                            | AF                             | 1R                             | AF                             | AF                             | 1R                             | 1R                             | VF                             | nicht qualifiziert             | nicht qualifiziert             | nicht qualifiziert             | nicht qualifiziert             |                                |
| Grand Slam of Darts                        | nicht ausgetragen          | nicht ausgetragen          | nicht ausgetragen          | kein Ranking-Turnier       | kein Ranking-Turnier       | kein Ranking-Turnier       | kein Ranking-Turnier       | kein Ranking-Turnier           | kein Ranking-Turnier           | kein Ranking-Turnier           | kein Ranking-Turnier           | kein Ranking-Turnier           | GP                             | GP                             | n/q                            | GP                             | AF                             | AF                             | nicht qualifiziert             | nicht qualifiziert             | nicht qualifiziert             |                                |
| Players Championship Finals                | nicht ausgetragen          | nicht ausgetragen          | nicht ausgetragen          | nicht ausgetragen          | nicht ausgetragen          | n/t                        | n/t                        | n/q                            | 1R                             | VF                             | 1R                             | VF                             | 2R                             | AF                             | 2R                             | HF                             | AF                             | 1R                             | n/q                            | 1R                             | 2R                             |                                |
| PDC-Turniere ohne Einfluss auf das Ranking |                            |                            |                            |                            |                            |                            |                            |                                |                                |                                |                                |                                |                                |                                |                                |                                |                                |                                |                                |                                |                                |                                |
| The Masters                                | nicht ausgetragen          | nicht ausgetragen          | nicht ausgetragen          | nicht ausgetragen          | nicht ausgetragen          | nicht ausgetragen          | nicht ausgetragen          | nicht ausgetragen              | nicht ausgetragen              | n/q                            | n/q                            | AF                             | AF                             | AF                             | AF                             | AF                             | AF                             | 1R                             | 1R                             | n/q                            | n/q                            | n/a                            |
| Championship League                        | nicht ausgetragen          | nicht ausgetragen          | nicht ausgetragen          | nicht ausgetragen          | n/t                        | n/t                        | n/t                        | n/q                            | n/q                            | 5.                             | nicht ausgetragen              | nicht ausgetragen              | nicht ausgetragen              | nicht ausgetragen              | nicht ausgetragen              | nicht ausgetragen              | nicht ausgetragen              | nicht ausgetragen              | nicht ausgetragen              | nicht ausgetragen              | nicht ausgetragen              | nicht ausgetragen              |
| World Series of Darts Finals               | nicht ausgetragen          | nicht ausgetragen          | nicht ausgetragen          | nicht ausgetragen          | nicht ausgetragen          | nicht ausgetragen          | nicht ausgetragen          | nicht ausgetragen              | nicht ausgetragen              | nicht ausgetragen              | nicht ausgetragen              | 1R                             | n/q                            | n/q                            | 1R                             | VF                             | 1R                             | nicht qualifiziert             | nicht qualifiziert             | nicht qualifiziert             | nicht qualifiziert             |                                |
| Grand Slam of Darts                        | nicht ausgetragen          | nicht ausgetragen          | nicht ausgetragen          | nicht qualifiziert         | nicht qualifiziert         | nicht qualifiziert         | nicht qualifiziert         | GP                             | nicht qualifiziert             | nicht qualifiziert             | nicht qualifiziert             | Ranking-Turnier                | Ranking-Turnier                | Ranking-Turnier                | Ranking-Turnier                | Ranking-Turnier                | Ranking-Turnier                | Ranking-Turnier                | Ranking-Turnier                | Ranking-Turnier                | Ranking-Turnier                | Ranking-Turnier                |
| Karrierestatistiken                        |                            |                            |                            |                            |                            |                            |                            |                                |                                |                                |                                |                                |                                |                                |                                |                                |                                |                                |                                |                                |                                |                                |
| Jahresendplatzierung                       | unbekannt                  | unbekannt                  | unbekannt                  | unbekannt                  | unbekannt                  | unbekannt                  | 16                         | 54                             | 33                             | 21                             | 15                             | 9                              | 14                             | 17                             | 11                             | 9                              | 10                             | 27                             | 38                             | 55                             | 57                             |                                |
| Verband                                    | British Darts Organisation | British Darts Organisation | British Darts Organisation | British Darts Organisation | British Darts Organisation | British Darts Organisation | British Darts Organisation | Professional Darts Corporation | Professional Darts Corporation | Professional Darts Corporation | Professional Darts Corporation | Professional Darts Corporation | Professional Darts Corporation | Professional Darts Corporation | Professional Darts Corporation | Professional Darts Corporation | Professional Darts Corporation | Professional Darts Corporation | Professional Darts Corporation | Professional Darts Corporation | Professional Darts Corporation | Professional Darts Corporation |

| Legende zu den Turnierergebnissen | Legende zu den Turnierergebnissen | Legende zu den Turnierergebnissen | Legende zu den Turnierergebnissen | Legende zu den Turnierergebnissen | Legende zu den Turnierergebnissen | Legende zu den Turnierergebnissen | Legende zu den Turnierergebnissen | Legende zu den Turnierergebnissen | Legende zu den Turnierergebnissen |
| --------------------------------- | --------------------------------- | --------------------------------- | --------------------------------- | --------------------------------- | --------------------------------- | --------------------------------- | --------------------------------- | --------------------------------- | --------------------------------- |
| n/t                               | nicht teilgenommen                | n/q                               | nicht qualifiziert                | n/a                               | nicht ausgetragen                 | #R                                | Aus in jeweiliger Runde           | GP                                | Aus in der Gruppenphase           |
| AF                                | Achtelfinalist                    | VF                                | Viertelfinalist                   | HF                                | Halbfinalist                      | F                                 | Turnierfinalist                   | S                                 | Turniersieger                     |

## Titel

### BDO
- Weitere
  - 2009: Antwerp Open, Denmark Open

### PDC
- Pro Tour
  - Players Championships
    - Players Championships 2013: 8, 14
    - Players Championships 2014: 19
    - Players Championships 2015: 17
    - Players Championships 2016: 5, 11, 13
    - Players Championships 2018: 6, 16
    - Players Championships 2020: 8

  - European Darts Tour
    - European Darts Tour 2018: (1) Dutch Darts Championship
    - European Darts Tour 2019: (2) European Darts Grand Prix, Dutch Darts Masters

### Andere
- 2009: England National Championships
- 2010: Chatterley Whitfield Open, Ball Green Christmas KO, Pitgreen Lane Christmas KO
- 2013: East Midlands Open